# József Szarka
József Szarka (ur. 1923, zm. 2014) – węgierski pedagog, profesor Uniwersytetu w Budapeszcie. W latach 1962–1976 pełnił funkcję dyrektora Centralnego Instytutu Pedagogiki w Budapeszcie (Országos Pedagógiai Intézet). Zajmował się głównie teorią wychowania oraz metodologią badań pedagogicznych.